# Polygala heterantha
Polygala heterantha är en jungfrulinsväxtart som beskrevs av Joseph Marie Henry Alfred Perrier de la Bâthie. Polygala heterantha ingår i släktet jungfrulinssläktet, och familjen jungfrulinsväxter. Inga underarter finns listade i Catalogue of Life.